# Directo (álbum de Rosendo Mercado)
Directo es el primer álbum en directo de Rosendo Mercado en su etapa en solitario, publicado en 1989 por el sello discográfico Twins.

## Antecedentes
El disco fue grabado en la actuación que dio Rosendo en la Sala Jácara el 13 de octubre de 1989. El original de vinilo incluía tres temas que fueron suprimidos en su edición digital: El ganador, Bajo cuerda y Fuera de lugar

## Listado de canciones
| Directo |                                      |                                             |          |  |
| N.º     | Título                               | Escritor(es)                                | Duración |  |
| 1.      | «Manifiesta Deprimente»              | Rosendo Mercado                             | 3:45     |  |
| 2.      | «Pan de higo»                        | Rosendo Mercado                             | 3:14     |  |
| 3.      | «El asa del cubo»                    | Rosendo Mercado                             | 4:50     |  |
| 4.      | «Qué me das/Cosita»                  | Rosendo Mercado                             | 6:45     |  |
| 5.      | «...Y dale!»                         | Rosendo Mercado                             | 5:45     |  |
| 6.      | «Obstáculo impertinente»             | R. Mercado/Mariscal/J.M. Portella/M.Jiménez | 3:46     |  |
| 7.      | «Flojos de pantalón»                 | Rosendo Mercado                             | 5:42     |  |
| 8.      | «Voluntad pasiva»                    | Rosendo Mercado                             | 4:05     |  |
| 9.      | «Sorprendente»                       | R. Mercado/R. Penas/J.A. Urbano             | 4:10     |  |
| 10.     | «Qué desilusión»                     | R. Mercado/R. Penas/J.A. Urbano             | 5:20     |  |
| 11.     | «Por meter entre mis cosas la nariz» | Rosendo Mercado                             | 4:46     |  |
| 12.     | «Jugar al gua»                       | Rosendo Mercado                             | 2:54     |  |
| 13.     | «Agradecido»                         | Rosendo Mercado                             | 4:30     |  |
| 14.     | «Navegando»                          | R. Mercado/M.Jiménez/Mariscal               | 3:51     |  |
| 15.     | «Del pulmón»                         | R. Mercado/M.Jiménez/Mariscal               | 4:35     |  |
| 16.     | «Loco por incordiar»                 | Rosendo Mercado                             | 3:35     |  |

## Músicos
- Rosendo Mercado: Guitarra y voz
- Miguel Jiménez: Batería
- Rafa J. Vegas: Bajo
- Gustavo di Nobile: Teclados